# Flavio Giulio Sallustio
Flavio Giulio Sallustio (latino: Flavius Iulius Sallustius; fl. 344) è stato un politico e militare romano di età imperiale.
Console posterior per il 344 con Flavio Domizio Leonzio, venne riconosciuto in Occidente solo a partire da giugno, in quanto il console posterior d'Occidente fino ad aprile/maggio fu Flavio Bonoso.
Fu anche comes e magister peditum (probabilmente d'Oriente).